# Peter Blake (sceneggiatore)
Peter Blake (...) è un produttore televisivo, regista e sceneggiatore statunitense.
Fra i suoi lavori più noti si può citare la serie televisiva statunitense Dr. House - Medical Division.

## Premi

### Emmy
- Nel 2008 ha avuto una nomination per un Emmy come produttore della serie Dr. House - Medical Division
- Nel 2007 ha avuto una nomination per un Emmy come produttore della serie Dr. House - Medical Division

### Edgar Allan Poe Awards
- Nel 2002 è stato candidato per un Edgar Allan Poe Award per The Practice - Professione avvocati
- Nel 2004 ha vinto un Edgar Allan Poe Award per The Practice - Professione avvocati

## Filmografia

### Sceneggiatore
- The Practice - Professione avvocati (11 episodi, 2000-2004)  (di cui è stato anche executive story editor)
- Alibi (2007) (di cui è stato anche creatore)
- Dr. House - Medical Division (12 episodi, 2004-2008)

### Produttore
- Alibi (2007, come produttore esecutivo)
- Dr. House - Medical Division (101+ episodi, 2004-2009, come supervising producer, supervising producer e produttore esecutivo)